# Европейска федерация по фехтовка
Европейската федерация по фехтовка (на френски: Confédération européenne d'escrime, CEE) е международна организация, основана през 1991 г. с цел да се развива фехтовката в Европа. Ежегодно организира първенства на ниво кадети (юноши).
Федерацията отговаря за всички национални учреждения в Европа, плюс това на Израел. Основана е на 26 октомври 1991 г. във Виена, Австрия, а седалището ѝ е в Люксембург, където също се намира и Люксембургската федерация по фехтовка.

## Цели
Целите на организацията са:
- Промотиране и развитие на фехтовката в Европа
- Сътрудничество между различните федерации, отговарящи за съоръжения
- Координиране и подобряване на обучението по фехтовка в Европа
- Представя европейските авторитети в сферата на фехтовката
- Организиране на европейски първенства

## Органи
- Генералната асамблея е главният орган на федерацията, състояща се от делегати, назначени от членове на федерацията.
- Изпълнителен комитет от 10 члена, избрани от Генералната асамблея, като всеки представлява национална федерация.
- Президент на федерацията е Франтишек Янда (František Janda) от Чехия.
- Двама одитори.

Комитетът избира членовете на 9 комисии, които отговарят за специализирани сфери:
- Комисия по състезанията
- Комисия по реклама/промотиране
- Комисия за реферите
- Комисия за треньори/майстори в спорта
- Комисия за състезателите
- Комисия за физически възпрепятствани състезатели